# Mattia Viviani
Mattia Viviani (Brescia, 4 de septiembre de 2000) es un futbolista italiano que juega en la demarcación de centrocampista para el Cosenza Calcio de la Serie B.

## Biografía
Tras empezar a formarse como futbolista en las categorías inferiores del Brescia, finalmente el 24 de marzo de 2018 hizo su debut con el primer equipo, haciéndolo en la Serie B contra el S. S. C. Bari tras ser sustituido por Andrea Caracciolo en el minuto 46. El 5 de octubre de 2020 se marchó traspasado al A. C. ChievoVerona tras firmar un contrato por tres años. Este desapareció en agosto de 2021 y en septiembre firmó con el Benevento Calcio. En dos años disputó 43 partidos y en agosto de 2023 fue cedido al Cosenza Calcio.

## Clubes
| Club                    | País   | Año       | Partidos | Goles |
| ----------------------- | ------ | --------- | -------- | ----- |
| Brescia Calcio          | Italia | 2019-2020 | 18       | 0     |
| A. C. ChievoVerona      | Italia | 2020-2021 | 31       | 0     |
| Benevento Calcio        | Italia | 2021-2023 | 43       | 2     |
| Cosenza Calcio (cedido) | Italia | 2023-     | 1        | 0     |

## Palmarés

### Campeonatos nacionales
| Título  | Club           | País   | Año  |
| ------- | -------------- | ------ | ---- |
| Serie B | Brescia Calcio | Italia | 2019 |